# 1276年
| 千纪： | 2千纪 |
| 世纪： | 12世纪 \| 13世纪 \| 14世纪                                                                                 |
| 年代： | 1240年代 \| 1250年代 \| 1260年代 \| 1270年代 \| 1280年代 \| 1290年代 \| 1300年代                           |
| 年份： | 1271年 \| 1272年 \| 1273年 \| 1274年 \| 1275年 \| 1276年 \| 1277年 \| 1278年 \| 1279年 \| 1280年 \| 1281年 |
| 纪年： | 丙子年（鼠年）；南宋德祐二年，景炎元年；元至元十三年；越南寳符四年；日本建治二年                           |

## 大事记
- 1月21日——依諾增爵五世任第186任教宗。
- 2月4日——元朝军队攻佔南宋首都臨安（今杭州），俘虏宋恭帝和谢太皇太后，宋恭帝向元军统帅伯颜奉上传国玉玺和降表，南宋失去大部分領土，但直至1279年才完全滅亡。
- 2月27日——忽必烈發佈《歸附安民詔》，詔諭江南一帶新附府州司縣官吏士民軍卒人等，穩定江南社會秩序，安定江南士人和百姓之心。
- 6月14日——文天祥、陈宜中、张世杰、陸秀夫等擁立益王赵昰即位，是為宋端宗，改年號景炎，建立流亡朝廷。
- 12月，阿拉伯裔的商人蒲壽庚投靠元朝。
- 扫马和马古斯得到元世祖忽必烈的许可，踏上朝圣之途，前往伊儿汗国。
- 全羅斯大公公正者瓦西里去世，金帳汗國可汗忙哥帖木兒指定其長侄、亞歷山大·涅夫斯基之子佩列斯拉夫爾-紮列斯基王公勝利者德米特里就任全羅斯大公。

## 逝世
- 公正者瓦西里，全羅斯大公、諾夫哥羅德大公和科斯特羅馬王公。雅羅斯拉夫二世·弗謝沃洛多維奇之幼子，亞歷山大·涅夫斯基之弟。